# Eleição municipal de Jaraguá do Sul em 2016
A eleição municipal de Jaraguá do Sul em 2016 foi realizada para eleger um prefeito, um vice-prefeito e 11 vereadores no município de Jaraguá do Sul, no estado brasileiro de Santa Catarina. Foram eleitos) e  para os cargos de prefeito(a) e vice-prefeito(a), respectivamente.
Seguindo a Constituição, os candidatos são eleitos para um mandato de quatro anos a se iniciar em 1º de janeiro de 2017. A decisão para os cargos da administração municipal, segundo o Tribunal Superior Eleitoral, contou com 114 349 eleitores aptos e 17 659 abstenções, de forma que 15.44% do eleitorado não compareceu às urnas naquele turno.

## Antecedentes
Na eleição municipal de 2012, Dieter Janssen do Partido Progressista (PP) foi eleito prefeito de Jaraguá do Sul com 46.630 votos (54,41%), ganhando de Cecilia Konell do Partido Social Democrata (PSD) que obteve 29.182 votos (34,05%) e foi prefeita de Jaraguá do Sul em 2008.

## Campanha
A principal motivação da campanha do prefeito eleito Antídio Lunelli foi a mudança da a matriz econômica de Jaraguá do Sul, segundo entrevista dada ao NSC total. Além disso, educação e inovação também foram apontados como prioridade, além da organização da casa e das contas da prefeitura. Como a perda de percentuais no ICMS, a mudança da matriz econômica foi colocada em questão, além da duplicação da BR-280, para facilitar o acesso á cidade.

## Resultados

### Eleição municipal de Jaraguá do Sul em 2016 para Prefeito
A eleição para prefeito contou com 4 candidatos em 2016: Antidio Aleixo Lunelli do Movimento Democrático Brasileiro (1980), Ivo Konell do Partido Socialista Brasileiro, Jair Luis Pedri do Partido Social Democrático (2011), Luiz Carlos de Souza Ortiz Primo do Partido dos Trabalhadores que obtiveram, respectivamente, 37 957, 24 953, 20 354, 1 600 votos. O Tribunal Superior Eleitoral também contabilizou 15.44% de abstenções nesse turno.
| Candidato(a)                          | Vice                            | Coligação                                 | Votos recebidos | Percentual |
| ------------------------------------- | ------------------------------- | ----------------------------------------- | --------------- | ---------- |
| Antidio Aleixo Lunelli (MDB)          | Udo Wagner                      | Jaragua Mais Forte                        | 37957           | 44.73%     |
| Ivo Konell (PSB)                      | Marcio de Albuquerque Junqueira | Jaragua Novamente Rumo Ao Progresso       | 24953           | 29.4%      |
| Jair Luis Pedri (PSD)                 | Marcia Alberton                 | Pra Fazer Diferente                       | 20354           | 23.98%     |
| Luiz Carlos de Souza Ortiz Primo (PT) | Mario Roberto Viana             | Partido dos Trabalhadores (sem coligação) | 1600            | 1.89%      |

### Eleição municipal de Jaraguá do Sul em 2016 para Vereador
Na decisão para o cargo de vereador na eleição municipal de 2016, foram eleitos 11 vereadores com um total de 84 251 votos válidos. O Tribunal Superior Eleitoral contabilizou 6 446 votos em branco e 5 993 votos nulos. De um total de 114 349 eleitores aptos, 17 659 (15.44%) não compareceram às urnas .
| Nome                     | Partido político                               | Coligação                                        | Votos recebidos | Percentual |
| ------------------------ | ---------------------------------------------- | ------------------------------------------------ | --------------- | ---------- |
| Anderson Kassner         | Partido Progressista (PP)                      | O Melhor Para Jaragua                            | 3550            | 4.21%      |
| Natalia Lucia Petry      | Movimento Democrático Brasileiro (MDB)         | Movimento Democrático Brasileiro (sem coligação) | 2789            | 3.31%      |
| Rogério Jung             | Movimento Democrático Brasileiro (MDB)         | Movimento Democrático Brasileiro (sem coligação) | 2174            | 2.58%      |
| Marcelindo Carlos Gruner | Partido Trabalhista Brasileiro (PTB)           | Renova Jaraguá                                   | 2092            | 2.48%      |
| Pedro Anacleto Garcia    | Movimento Democrático Brasileiro (MDB)         | Movimento Democrático Brasileiro (sem coligação) | 1969            | 2.34%      |
| Celestino Klinkoski      | Partido Progressista (PP)                      | O Melhor Para Jaragua                            | 1883            | 2.23%      |
| Eugenio Jose Juraszek    | Partido Progressista (PP)                      | O Melhor Para Jaragua                            | 1814            | 2.15%      |
| Ademar Braz Winter       | Partido da Social Democracia Brasileira (PSDB) | Jaragua Vencedor                                 | 1750            | 2.08%      |
| Ronaldo Jose de Souza    | Partido Social Democrático (PSD)               | Partido Social Democrático (sem coligação)       | 1684            | 2%         |
| Arlindo Rincos           | Partido Social Democrático (PSD)               | Partido Social Democrático (sem coligação)       | 1585            | 1.88%      |
| Isair Moser              | Partido da Social Democracia Brasileira (PSDB) | Jaragua Vencedor                                 | 1321            | 1.57%      |

## Análise
O princípio da gestão de Lunelli foi marcada por uma série de entraves, especialmente quanto a contabilização dos numeros reais do Município, chegando também a défict e queda de arrecadação. Ao longo dos 15 primeiros meses, o governo realizou ajustes na administração da prefeitura cortando despesas e editou medidas para o crescimento da receita. O projeto de lei que proíbe o ensino da ideologia de gênero nas escolas do município acabou voltando a câmara sem protesto do prefeito, mas que seguiu o conselho do setor Jurídico da prefeitura pela inconstitucionalidade da proposta.